# Mr. Sunshine (série télévisée, 2018)
Pour les articles homonymes, voir Mr. Sunshine et Sunshine.
 (janvier 2022).
La mise en forme du texte ne suit pas les recommandations de Wikipédia : il faut le « wikifier ».
Les points d'amélioration suivants sont les cas les plus fréquents. Le détail des points à revoir est peut-être précisé sur la page de discussion.
- Les titres sont pré-formatés par le logiciel. Ils ne sont ni en capitales, ni en gras.
- Le texte ne doit pas être écrit en capitales (les noms de famille non plus), ni en gras, ni en italique, ni en « petit »…
- Le gras n'est utilisé que pour surligner le titre de l'article dans l'introduction, une seule fois.
- L'italique est rarement utilisé : mots en langue étrangère, titres d'œuvres, noms de bateaux, etc.
- Les citations ne sont pas en italique mais en corps de texte normal. Elles sont entourées par des guillemets français : « et ».
- Les listes à puces sont à éviter, des paragraphes rédigés étant largement préférés. Les tableaux sont à réserver à la présentation de données structurées (résultats, etc.).
- Les appels de note de bas de page (petits chiffres en exposant, introduits par l'outil «  Source ») sont à placer entre la fin de phrase et le point final[comme ça].
- Les liens internes (vers d'autres articles de Wikipédia) sont à choisir avec parcimonie. Créez des liens vers des articles approfondissant le sujet. Les termes génériques sans rapport avec le sujet sont à éviter, ainsi que les répétitions de liens vers un même terme.
- Les liens externes sont à placer uniquement dans une section « Liens externes », à la fin de l'article. Ces liens sont à choisir avec parcimonie suivant les règles définies. Si un lien sert de source à l'article, son insertion dans le texte est à faire par les notes de bas de page.
- La présentation des références doit suivre les conventions bibliographiques. Il est recommandé d'utiliser les modèles {{Ouvrage}}, {{Chapitre}}, {{Article}}, {{Lien web}} et/ou {{Bibliographie}}. Le mode d'édition visuel peut mettre en forme automatiquement les références.
- Insérer une infobox (cadre d'informations à droite) n'est pas obligatoire pour parachever la mise en page.

Pour une aide détaillée, merci de consulter Aide:Wikification.
Si vous pensez que ces points ont été résolus, vous pouvez retirer ce bandeau et améliorer la mise en forme d'un autre article.
Mr. Sunshine (hangeul : 미스터 션샤인 ; RR : Miseuteo Syeonsyain) est une série télévisée sud-coréenne diffusée du 7 juillet au 30 septembre 2018 sur tvN, avec Lee Byung-hun, Kim Tae-ri, Yoo Yeon-seok, Kim Min-jung et Byun Yo-han,,,.

## Synopsis
La série, basée sur des faits historiques, est centrée sur un jeune garçon (Lee Byung-hun) qui est né en esclavage en Corée mais qui, après un événement traumatisant, s’est enfui aux États-Unis lors de l'expédition américaine en Corée en 1871 (Shinmiyangyo). Il revient à Joseon en 1901 en tant qu'officier du corps marin des États-Unis. Il rencontre et tombe amoureux de la fille d'un aristocrate (Kim Tae-ri). Dans le même temps, il découvre un complot visant à coloniser la Corée par des forces étrangères, notamment les Etats-Unis et le Japon.

### Contexte historique
Article principal : Histoire de la Corée durant la colonisation japonaise.
Contrairement à la plupart des dramas Sageuk traitant de l'occupation japonaise de la Corée, Mr. Sunshine se déroule avant l'annexion japonaise de la Corée, de la fin des années 1800 et au début des années 1900, avec une forte concentration sur le début de la colonisation japonaise en Corée, de 1900 à 1907. Des événements historiques réels tels que Shinmiyangyo, la guerre hispano-américaine, l'assassinat de l'impératrice Myeongseong, la guerre russo-japonaise, l'abdication forcée de Gojong et la Bataille de Namdaemun sont représentés ou mentionnés.
Des personnages historiques tels que Gojong, Itō Hirobumi, Hayashi Gonsuke, Hasegawa Yoshimichi, Horace Newton Allen et les Cinq traîtres d'Eulsa apparaissent comme des personnages récurrents, avec d'autres tels que Theodore Roosevelt, Ahn Chang -ho,, et Frederick Arthur MacKenzie, qui apparaissent  en caméo.

## Distribution

### Acteurs principaux
- Lee Byung-hun : Choi Yoo-jin / Eugene Choi
  - Kim Kang-hoon : Choi Yoo-jin (enfant)
  - Jeon Jin-seo : Choi Yoo-jin (jeune)
- Kim Tae-ri : Go Ae-shin
  - Heo Jung-eun : Go Ae-shin (jeune)
- Yoo Yeon-seok : Goo Dong-mae / Ishida Sho
  - Choi Min-young : Goo Dong-mae (jeune)
- Kim Min-jung : Lee Yang-hwa / Kudo Hina
- Byun Yo-han : Kim Hee-sung

### Acteurs secondaires

#### Gouvernement Joseon
- Lee Seung-joon :  Gojong[11]
  - Kang Yi-seok roi Gojong jeune

Roi de Joseon qui se bat désespérément pour la souveraineté de Joseon.
- Kang Shin-il : Lee Jung-moon

Ministre anti-japonais fidèle au roi. Il commande secrètement l'armée vertueuse.
- Kim Eui-sung : Lee Wan-ik[12]

Un responsable coréen pro-japonais égoïste et cruel qui a tué les parents de Go Ae-shin. Le père de Hina Kudo, il devient ministre des Affaires étrangères Joseon. Il marche avec une boîterie après que le jeune Jang Seung-goo lui a tiré une balle dans la jambe lors de l'Expédition de Corée.
- Kim Joong-hee :  Lee Deok-moon

Un noble pro-japonais qui travaille comme assistant pour Lee Wan-ik. Il est le mari violent de Go Ae-soon.
- Choi Jin-ho : Lee Se-hoon[13]

Ministre des Affaires étrangères arrogant et corrompu, dont les actions ont indirectement conduit à la mort de la famille d'Eugène Choi.
- Jung Hee-tae : commissaire de police Jung

Un chef de police pro-japonais, ami du maître de poste Yoon.
- Shin Mun-sung : maître de poste Yoon

Un maître de poste pro-japonais, ami du commissaire de police Jung.
- Kim Kang-il :  Dr Matsuyama

Un médecin japonais travaillant secrètement pour Lee Wan-ik.
- Jung Seung-gil :  Yi Wan-Yong

Le tristement célèbre ministre pro-japonais de Corée et l'un des Cinq traîtres d'Eulsa.

#### Armée vertueuse
- Kim Kap-soo : Hwang Eun-san[14]

Potier réputé qui a aidé le jeune Choi Yoo-jin à fuir aux États-Unis. Il est maintenant le chef de l'armée vertueuse.
- Lee Si-hoon : Ko Yoshino[15]

Japonais qui travaille comme assistant de Hwang Eun-san.
- Choi Moo-sung : Jang Seung-goo[16]
  - Sung Yu-bin : Jang Seung-goo (jeune)

Chasseur qui entraîne Go Ae-shin à devenir tireuse d'élite. Il a une forte aversion pour l'Empereur qui selon lui a abandonné son peuple. Il devient finalement le chef de la garde du palais pour protéger l'empereur.
- Seo Yoo-jung : Hong-pa[17]

Femme archer de talent, tient un petit restaurant. C'est la femme de Jang Seung-goo.
- Jang Dong-yoon : Joon-young[18]

Jeune homme désireux de se battre pour la souveraineté de la Corée et qui rejoint l'armée.
- Oh Ah-yeon : So-ah[19]

geisha née en Corée.
- Lim Chul-soo : Jeon Seung-jae

Membre de l'Armée vertueuse, c'était un ami proche des parents d'Ae-sin.
- Ji Seung-hyun : Song Young[20]

Oncle de Go Ae-shin, ministre dans le palais royal au moment de l' Expédition de Corée en 1871. Il vit au Japon et soutient l'armée vertueuse.
- Lee Dong-yong : Lee Sang-mok

Porteur jige, membre de l'armée vertueuse, brièvement capturé par Dong-mae.
- Lee Soon-won (acteur) : Park Mu-geol

Gardien de la cloche, secrètement membre de l'armée vertueuse.
- Lee Dong-hee : le boulanger

Membre de l'armée vertueuse, propriétaire d'une boulangerie / confiserie.
- Park Sung-hoon :  forgeron

habile à réparer des machines telles que des armes à feuBoîte à musique.

#### Gouvernement / Armée japonaise
- Kim In-woo : Itō Hirobumi

Premier résident (colonie) dans l'Empire coréen pour l'empire du Japon.
- Jung In-kyum :  Hayashi Gonsuke (diplomate)[21]

Le ministre et chef de facto de la légation japonaise.
- Kim Nam-hee: Mori Takashi[22]

Colonel japonais de sang noble. Sadique et cruel, il a une forte aversion pour Joseon. Voisin d'Eugene à New York.
- Gong Dae-yu : Sasaki

Major japonais arrogant servant sous les ordres de Mori.
- Yoon Dae-yul : Hasegawa Yoshimichi

Les Japonais Gouverneur-général de Corée sous les ordres de Ito Hirobumi.
- Lee Jung-hyun comme Tsuda[23]

Lieutenant japonais fanatique et violent.
- Choi Kwang-je : Hasa Yamada

Lieutenant japonais souvent vu avec Tsuda.
- Song Jin-woo (acteur) : Hyung-ki

Coréen, interprète pour la légation japonaise.
- Jeong Tae-ya : Suzuki

Homme travaillant à la légation japonaise qui développe une inimitié avec Dong-mae.

#### La Famille Go
- Lee Ho-jae (acteur, né en 1941) :  Go Sa-hong

Grand-père de Go Ae-shin. Grand érudit, professeur de l'empereur. Fervent partisan de la souveraineté de Joseon, il autorise à contrecœur Ae-shin à rejoindre l'armée vertueuse.
- Lee Jung-eun : Haman-daek[24]

Fidèle servante de Go Ae-shin.
- Shin Jung-geun : Haengrang[12]

Fidèle serviteur de Go Ae-Shin.
- Kim Na-woon : Madame Jo

Tante qui a élevé Go Ae-shin.
- Park Ah-in : Go Ae-soon[25]

Cousine de Go Ae-shin et première épouse de Lee Deok-moon. Incapable d'avoir un enfant, elle est régulièrement maltraitée par son mari.

#### La légation américaine
- David Lee McInnis : Kyle Moore[26]

Un major du Corps des Marines des États-Unis, à la fois superviseur direct et ami d'Eugene Choi.
- Jo Woo-jin :  Im Gwan-soo[27]

Interprète pour l'anglais à la légation américaine à Joseon. Il devient plus tard le traducteur anglais de l'empereur.
- Ko Woo-rim comme Do-mi
  - Kim Min-jae : Do-mi (adulte)[28]

Jeune garçon qui  travaille à la légation américaine où il apprend l'écriture hangeul à Eugene Choi. C'est le petit frère de Soo-mi.
- Lorne Edward Oliver : Horace Newton Allen[29]

Ministre américain corrompu qui considère qu'Eugene Choi est plus coréen qu'américain.

#### Famille de Hee-sung
- Kim Eung-soo : Kim Pan-seo[30]

Noble cruel considéré comme le plus riche après l'Empereur. Il est responsable de la mort des parents d'Eugene Choi. Grand-père de Hee-sung.
- Kim Dong-gyun : Kim An-pyeong[31]
  - Lee Hak-joo : Kim An-pyeong (jeune)

Père lâche de Hee-sung.
- Kim Hye-eun : Yoon Ho-sun[32]
  - Park Ji-yeon (actrice)  : Yoon Ho-sun (jeune)

Mère de Hee-sung.
- Jung Min-ah : Yeon-joo[33]

Sœur de Joon-young, elle finit par sortir avec Hee-sung.

#### Les gens autour de Dong-mae
- Yoon Joo-man en tant que Yuzo

Fidèle subordonné de Goo Dong-mae dans la Musin Society ou Société du Dragon noir.
- Kim Yong-ji : Hotaru[34]

Diseuse de bonne aventure japonaise muette, compagne de Goo Dong-mae.
- Hakuryu : Patron de la Musin Society.

#### Employés de l'hôtel Glory
- Shin Soo-yeon : Soo-mi

Sœur aînée de Do-mi, elle détient secrètement un objet de valeur.
- Kim Si-eun : Gwi-dan

Femme de chambre au Glory Hotel qui travaille secrètement pour Goo Dong-mae.

#### Autres
- Yoon Byung-hee : Kim Yong-joo

Ami des parents d'Ae-shin qui les trahit auprès de Lee Wan-ik.
- Kim Byung-chul : Il-sik[27]

Chasseur d'esclaves devenu propriétaire d'une boutique avec Choon-sik
- Bae Jung-nam (ko) : Choon-sik[35]

Chasseur d'esclaves devenu propriétaire d'une boutique avec Il-sik.
- Jason Nelson : Joseph W. Stenson

Missionnaire américain qui aide Yu-jin à s'échapper en Amérique et est une figure paternelle d'Eugene.
- Ariane Desgagnés-Leclerc : Stella[36]

Missionnaire américaine travaillant comme professeur d'anglais à Joseon.
- III : Yoon Nam-jong

Une élève-professeur à l'école d'anglais de Stella, qui travaillera plus tard comme assistante de Hee-sung.

## Bande-originale
1. The Day (그 날) - Park Hyo-shin
2. Sad March (슬픈 행진) - Elaine
3. Days Without Tears (눈물 아닌 날들) - Kim Yoon-ah
4. Sori (소리) - Lee Su-hyun (Akdong Musician)
5. Good Day (좋은 날) - MeloMance
6. My Home (Eugene's Song) - Savina & Drones
7. Becoming The Wind (바람이 되어) - Ha Hyun-sang
8. Stranger (이방인) - Park Won
9. Shine Your Star (produit par Zico) - o3ohn
10. And I - NU'EST W
11. See You Again (Feat. Richard Yongjae O'Neill) - Baek Ji-young
12. Beautiful As Fireworks (불꽃처럼 아름답게) - Shin Seung-hun
13. Lover (정인 (情人)) - Sejeong (Gugudan)
14. If You Were Me - Ben
15. How Can I Forget You (어찌 잊으오) - Hwang Chi-yeul

## Plateau de tournage
La plupart des scènes ont été tournées en studio à Nonsan dans la province du Chungcheong du Sud. Néanmoins, certaines d'entre elles ont été tournées en extérieur. La scène entre Eugene Choi et Go Ae-shin sur un bateau prend place devant le pavillon Gosanjeong (고산정), édifice du XVIe siècle dont le site est classé au patrimoine culturel immatériel de la province du Gyeongsang du Nord.
La maison d'Ildu dans la province du Gyeongsang du Sud fait également partie des lieux de tournage extérieurs. Sous le royaume de Joseon, il s'agissait du lieu de résidence des descendants de Jeong Yeo-chang (1450-1504).

## Diffusion
- tvN (2018)
- Netflix
- GMA Network (2019)
- 8TV